# Eisenfreies Schiff
Eisenfreie Schiffe sind Spezialschiffe für militärische Zwecke oder besondere Forschungsaufgaben, bei denen kein schiffseigenes Magnetfeld vorhanden sein darf.
In Frage kommen Materialien wie Holz, starre polymere Kunststoffe oder Nichteisenlegierungen, wie beispielsweise Leichtmetalle oder antimagnetische Legierungen. Anzumerken ist, dass bei eisenfreien Schiffen auch das Interieur weitgehend aus nicht-eisenhaltigen Materialien bestehen muss. Zu den bekanntesten eisenfreien Schiffen gehört das antimagnetische sowjetische Forschungsschiff Sarja.
In der Marine sind Minensuchboote in der Regel eisenfrei, um nicht ungewollt den Zündmechanismus von Magnetminen auszulösen.